# Guido Biondi (politico)
Guido Biondi (Trento, 6 febbraio 1927 – Firenze, 9 maggio 1997) è stato un politico e partigiano italiano.

## Biografia
Nel gennaio 1944 fonda con altri giovani il battaglione partigiano “Carlo Montanari”. Nell'ottobre dello stesso anno viene arrestato dalla Gestapo e internato nel campo di concentramento di Bolzano. 
Nel dopoguerra continua l'attività politica nel PSI e quella sindacale nella CGIL. Nel gennaio del 1954 diventa vicesegretario della Camera del Lavoro di Firenze, dove era stato inviato su indicazione di Rodolfo Morandi e Vincenzo Gatto; carica che mantiene fino al 1964. Nel 1956 è eletto consigliere comunale di Firenze nella lista del PSI.
Biondi è fra i promotori della scissione del PSIUP dal PSI, nel dicembre del 1963, e nel 1964 è eletto segretario della Federazione provinciale del PSIUP di Firenze. Viene rieletto nel 1965 consigliere comunale, per la lista del PSIUP. Dopo lo scioglimento del consiglio comunale per l'impossibilità di nominare una giunta, viene rieletto nel 1966 per la terza volta consigliere comunale, sempre per il PSIUP. Nel 1968 viene eletto segretario regionale del PSIUP ed eletto nel Comitato Centrale dello stesso partito. Inizia la sua attività presso la Direzione Nazionale dello PSIUP a Roma, dove rimane fino al 1970, quando rientra a Firenze, dove viene eletto alle prime elezioni regionali della Toscana.
Nel 1972 allo scioglimento del PSIUP, Biondi insieme alla quasi totalità della Federazione Fiorentina e ad altri in Italia, non confluisce nel PCI o nel PSI, e promuove il Nuovo PSIUP che poi darà vita al Partito di Unità Proletaria. Nella prima legislatura della Regione Toscana fa parte della Giunta Regionale, come assessore alla Sanità e alla Sicurezza Sociale. È fra i protagonisti della redazione del primo statuto della Regione Toscana. Nel 1975 viene rieletto consigliere regionale per le liste del Partito di Unità Proletaria per il Comunismo. Dopo la crisi di questo movimento, partecipa all'esperienza di Democrazia Proletaria. L'adesione è però molto critica e inizia con un gruppo di compagni un processo di riflessione che porta nel 1978 a concludere l'esperienza in DP, promuovendo la nascita dell'Associazione Sinistra Unita, aprendo così una fase di promozione di una iniziativa finalizzata alla ricerca delle ragioni della unità delle forze di sinistra.
Nel 1979 diventa assessore al Personale nella Giunta Regionale. Nel 1980 viene eletto per la terza volta consigliere regionale, come indipendente nelle liste del PCI e nel 1982 ritorna in Giunta nuovamente come assessore al Personale. Dal 1985 al 1994 inizia la sua attività nel Comitato Regionale di Controllo, dapprima come vicepresidente e successivamente come presidente. Nel 1994 lascia per motivi di salute il Comitato Regionale di Controllo. Muore a Firenze il 9 maggio 1997, all'età di 70 anni.